# ウクライナ鉄道EPL9T形電車
EPL9T形（ウクライナ語: ЕПЛ9Т）は、ウクライナの国営鉄道会社であるウクライナ鉄道が2001年から2008年にかけて導入した、ルハンシクテプロヴォーズ製の交流電化区間用電車である。

## 概要・運用
1896年の創業時からソビエト連邦の崩壊に至るまで、ルハンスクディーゼル機関車工場（旧：ルハンスク蒸気機関車工場）の主力製品は蒸気機関車やディーゼル機関車であった。しかし、ソ連崩壊後ウクライナに籍を置く工場となり、1995年にルハンシクテプロヴォーズに再編された事で、機関車以外の鉄道車両の生産も行う事となった。その中で、ソ連運輸通信省（ソ連国鉄）時代に製造され老朽化が進んだER9形電車の置換用として開発されたのがEPL9T形直流電車である。
ステンレス製の車体を有し、車両の全長はER9形（19,600 mm）よりも長い25,250 mmである。乗降扉は先頭車（制御車）に2箇所、中間車に3箇所設置されており、扉部は防寒のため客室とはデッキで仕切られている。編成は8両編成を基本とし、「制御車＋電動車＋付随車＋電動車＋電動車＋付随車＋電動車＋制御車」という構成になっている。
座席は3列＋3列（デッキ付近は2列＋2列、トイレ付近は0列＋1列）のボックスシートで、背もたれや座面は乗り心地を快適にするためクッションが設置されている。トイレは各車両に1箇所存在する。冷房装置は搭載されておらず夏場は強制換気により車内の温度を下げる一方、厳しい寒さに対応するため暖房システムや断熱構造が徹底されており、冬季でも車内は設定気温＋15℃が自動的に維持されるようになっている。
電気機器にはロシアやラトビアで作られた部品が導入され、電動車の屋根上には高圧線ケーブルが設置されている。制動装置は電気ブレーキ、空気ブレーキ、手ブレーキである。
2000年から2008年まで8両編成15本が製造され、南西鉄道や南部鉄道の交流電化区間で使用されている。そのうち最終増備車となったEPL9T-015編成は前面の設計が大幅に変更されている。

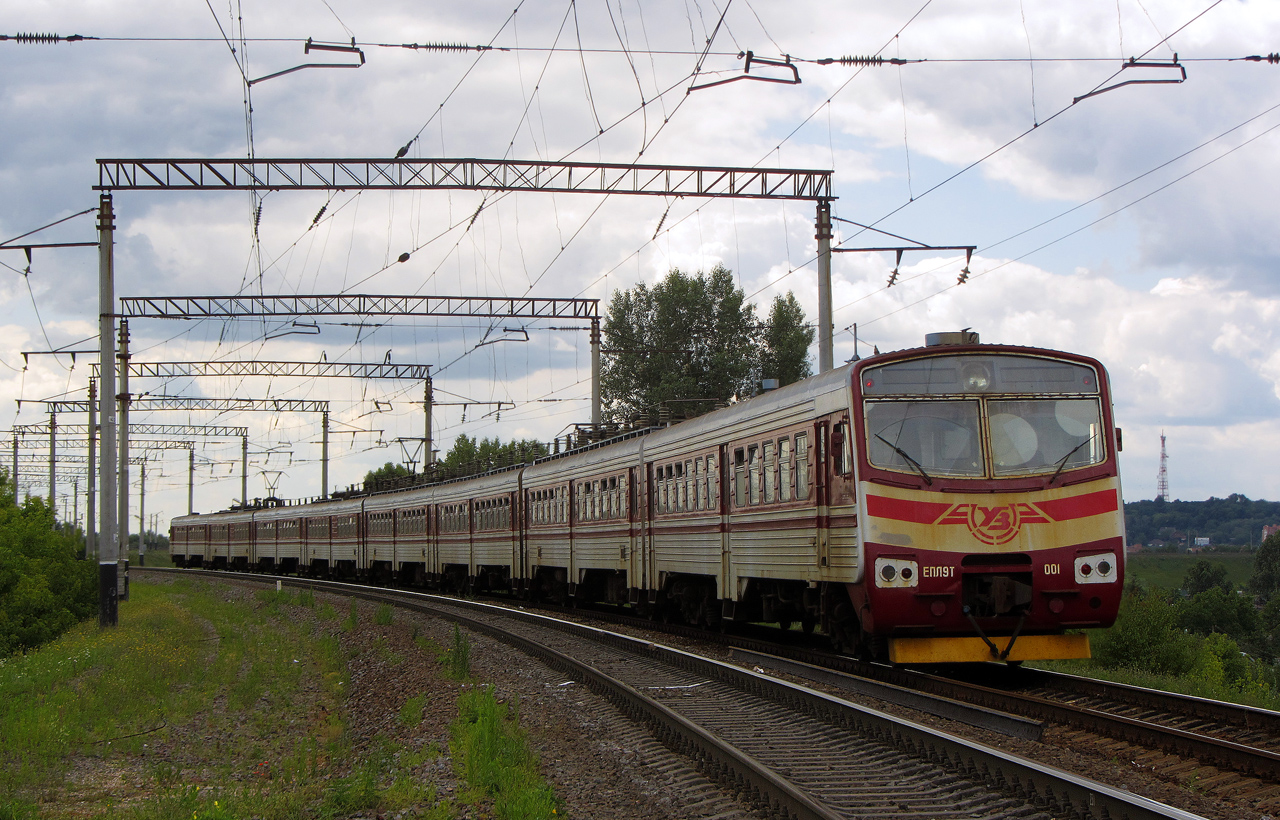
EPL9T-001編成
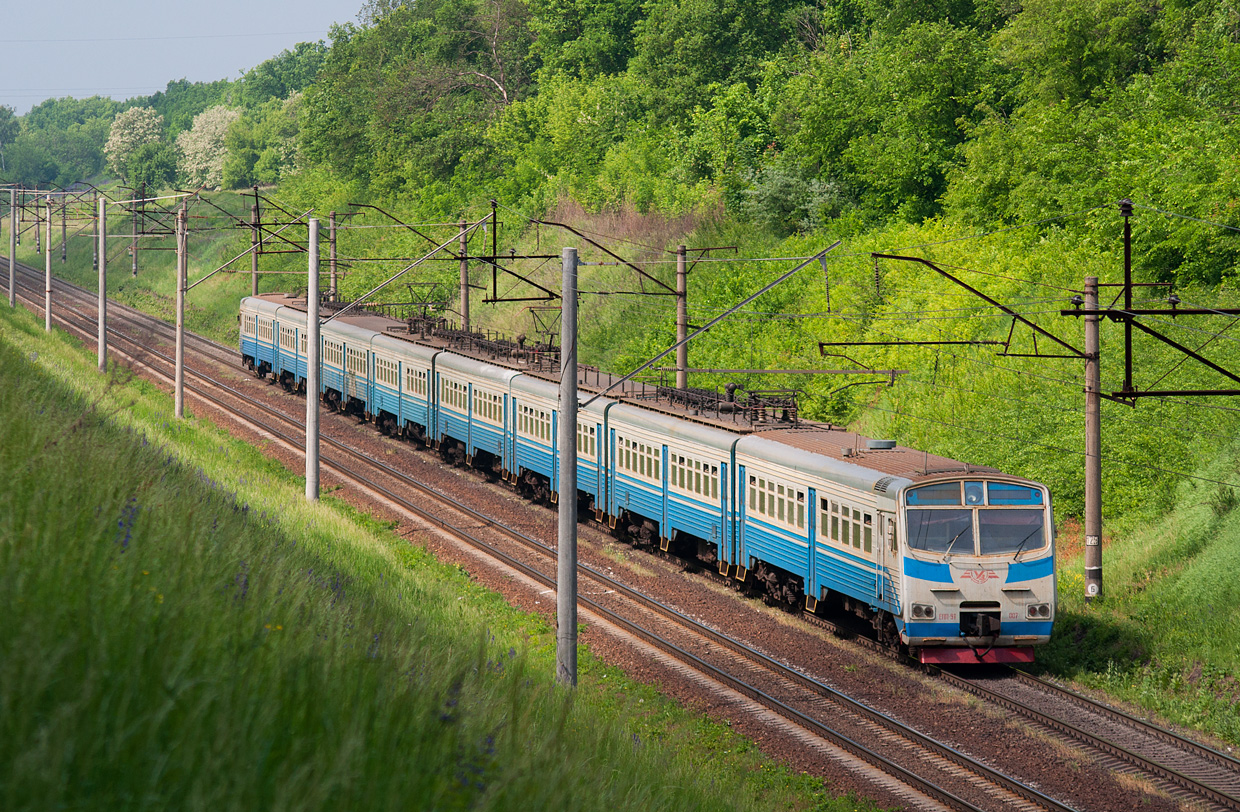
EPL9T-007編成
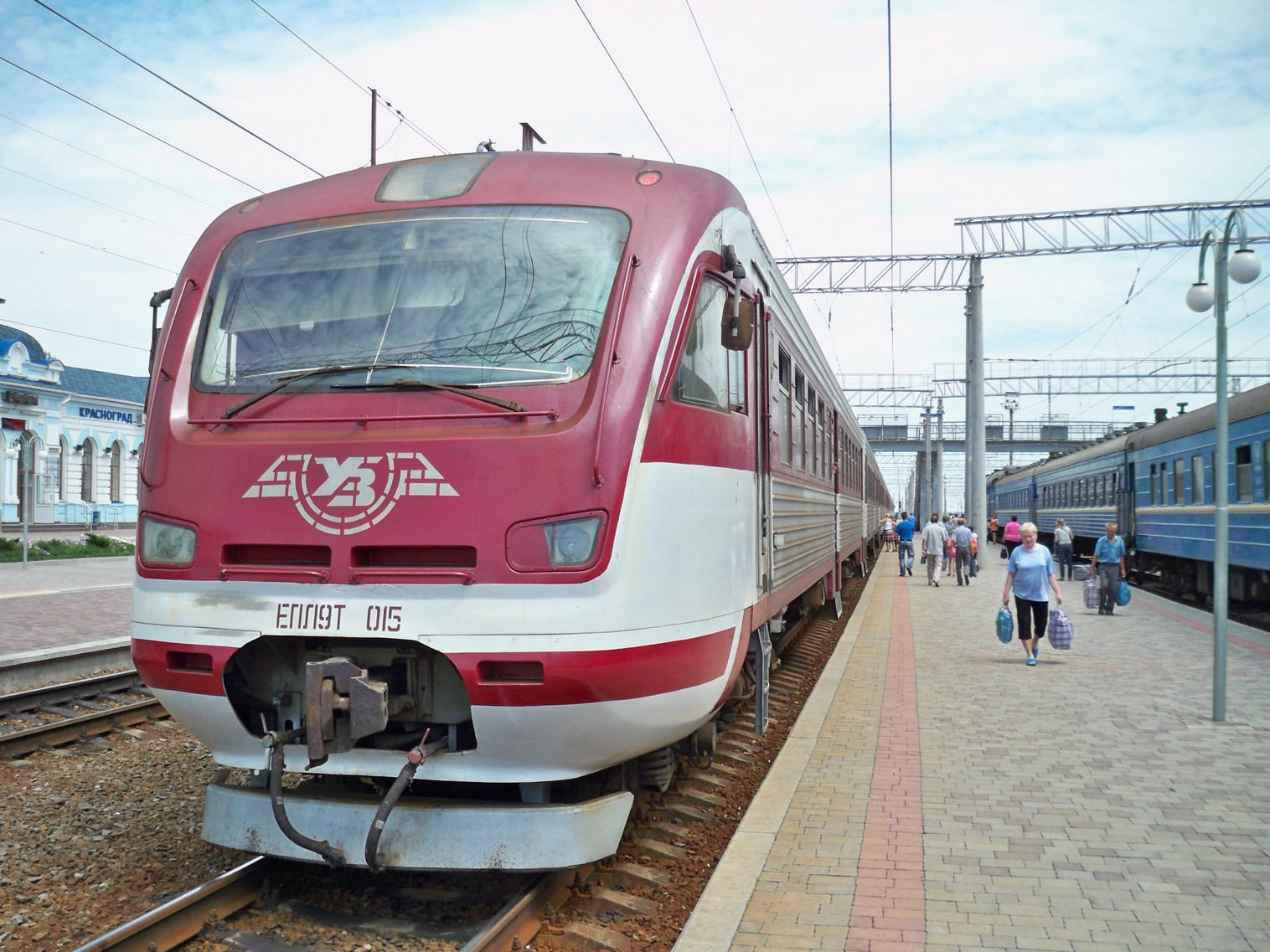
EPL9T-015編成 前面形状が他の編成と異なる

## 関連形式

### EPL2T形（ЭПЛ2Т）
旧型電車の置換用に2000年から導入された直流電化区間用電車。交流区間用に対応した電気機器を除く基本的な設計はEPL9T形と共通である。

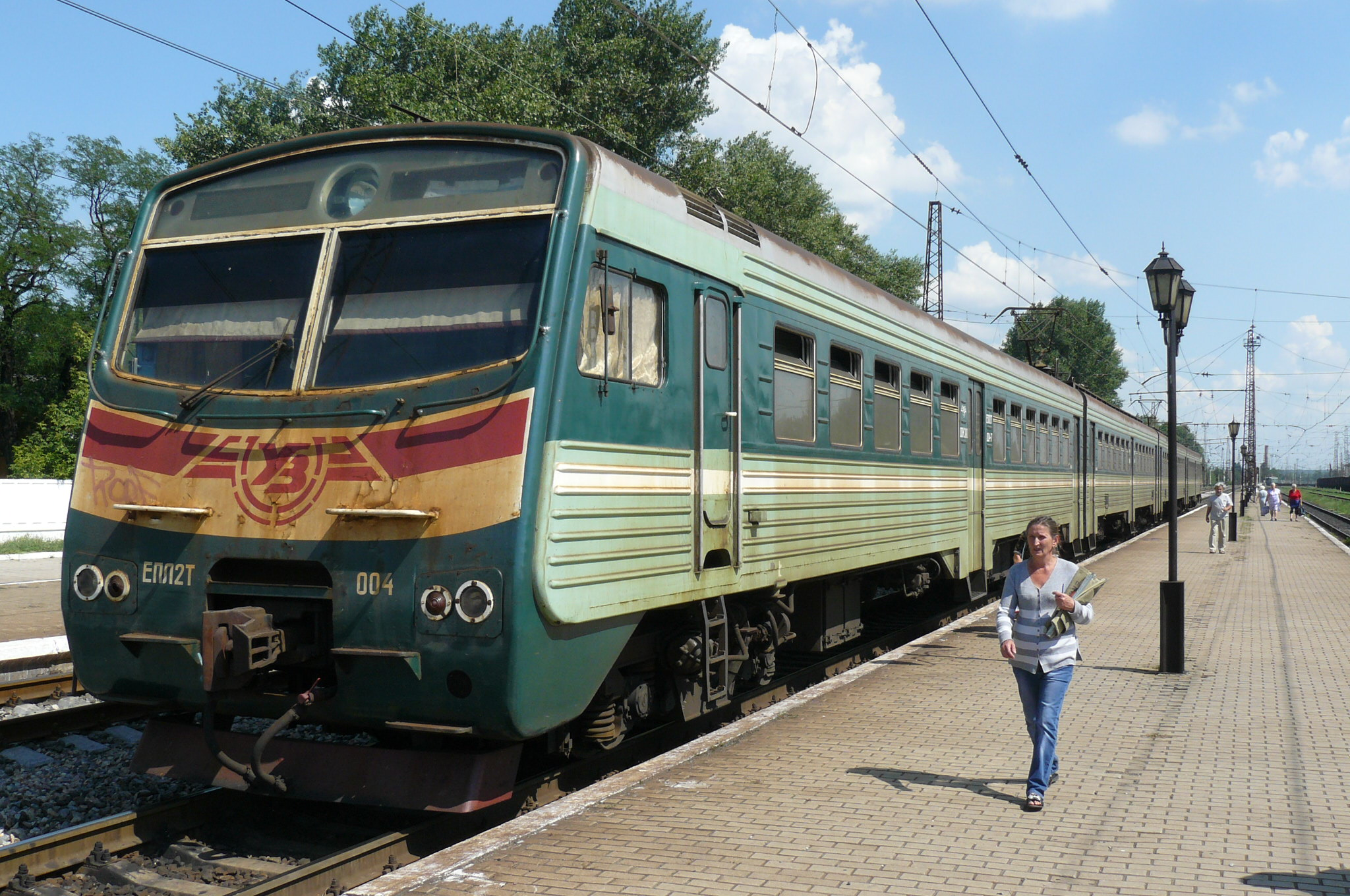
EPL2T形（004編成）